# Isaac Sinkot
Isaac Gilbert Sinkot (ur. 11 lipca 1954) – kameruński piłkarz grający na pozycji pomocnika. W swojej karierze grał w reprezentacji Kamerunu.

## Kariera klubowa
W swojej karierze Sinkot grał w klubie Union Duala. W sezonach 1979/1980 i 1984/1985 zdobył z nim dwa Puchary Kamerunu.

## Kariera reprezentacyjna
W reprezentacji Kamerunu Sinkot zadebiutował w 1984 roku. W tym samym roku był w kadrze Kamerunu na Puchar Narodów Afryki 1984. Zagrał na nim w trzech meczach: grupowym z Wybrzeżem Kości Słoniowej (2:0), półfinałowym z Algierią (0:0, k. 5:4) i finałowym z Nigerią (3:1). Z Kamerunem został mistrzem Afryki i został wybrany do Najlepszej Jedenastki turnieju. W 1984 roku wziął również udział w Igrzyskach Olimpijskich w Los Angeles.
W 1986 roku Sinkot został powołany do kadry na Puchar Narodów Afryki 1986. Na tym turnieju rozegrał pięć spotkań: grupowe z Zambią (3:2), z Marokiem (1:1) i z Algierią (3:2), półinałowe z Wybrzeżem Kości Słoniowej (1:0) i finałowe z Egiptem (0:0, k. 4:5). Z Kamerunem wywalczył wicemistrzostwo Afryki. W kadrze narodowej grał do 1987 roku.